# Parafia Narodzenia Najświętszej Maryi Panny w Gietrzwałdzie
Parafia Narodzenia Najświętszej Maryi Panny w Gietrzwałdzie – rzymskokatolicka parafia w Gietrzwałdzie, należąca do archidiecezji warmińskiej i dekanatu Łukta. Parafię prowadzą kanonicy laterańscy.
Została utworzona w XIV wieku.